# Zilog Z280

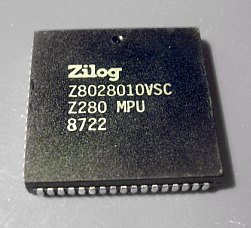
Z280-as IC, PLCC68 tokozásban

A Zilog Z280 egy 16 bites mikroprocesszor, a Zilog Z80 architektúra feljavított változata. 1987 júliusában vezették be. Ez alapvetően egy átnevezett Z800-as architektúra, amelyen kisebb javításokat végeztek és CMOS technológiával gyártották. A processzor üzletileg ugyan megbukott, de a sok bővítés technikailag mégis igen érdekessé teszi.
A processzorba a Zilog memóriakezelő egységet (MMU) épített, a címezhető terület 16 MiB-ig való kiterjesztése céljából, ellátta a többfeladatos, többprocesszoros és különféle koprocesszorokkal együttműködő konfigurációkban való működést támogató kiegészítőkkel, 256 bájtos gyorsítótár került bele, és hatalmas mennyiségű új utasítást és címzési módot kapott (ezek együtt több mint 2000 kombinációt alkotnak). A belső órajel a külső órajel 1-, 2- vagy 4-szerese lehet, az órajel-szorzó konfigurálható – ez jelenthet pl. 16 MHz órajelen működő processzort 4 MHz-es külső (bemenő) órajellel és busz-sebességgel. A Z80-architektúra jóval sikeresebb bővítései voltak pl. az 1986-os Hitachi HD64180 és a 2001-es Zilog eZ80. További információkért ld. a Zilog Z800 cikket.

## Jellemzők
A Z280 a maga idejében igen sok fejlett vonással rendelkezett, olyanokkal is, amik többé nem fordultak elő a Zilog processzorokban:
- Beépített utasítás / adat gyorsítótár (integrált 256 bájtos utasítás- és asszociatív adat-gyorsítótár (cache), burst memóriaolvasással)[2]
- Futószalagos felépítés (pipelining)
- Memóriavédelmet is kezelő, beépített MMU
- Felhasználói be-/kimeneti csapda (I/O trap)
- Felügyelői üzemmód (supervisor mode), privilegizált utasítások
- Illegális utasítás csapda (illegal instruction trap)
- Koprocesszor-emulációs csapda
- Blokkos átviteli mód (burst memory access)
- Többprocesszoros működés támogatása (multiprocessor support), több konfigurációban
- Többfajta külső koprocesszor támogatása egy gyorsított kommunikációs interfészen keresztül
- Több I/O lap használható, amelyek lehetővé teszik a belső I/O eszközök használatát az I/O portok címterének korlátozása nélkül, az eZ80-hoz hasonlóan, vagy a meglévő alaplapi eszközökkel való ütközés nélkül, mint a Z180-nál.
- Veremtár-túlcsordulás figyelés
- A processzor órajele 6 és 33 MHz között lehetett

## Fordítás
- Ez a szócikk részben vagy egészben  a   Zilog_Z280 című angol Wikipédia-szócikk ezen változatának fordításán alapul.  Az eredeti cikk szerkesztőit annak laptörténete sorolja fel. Ez a jelzés csupán a megfogalmazás eredetét és a szerzői jogokat jelzi, nem szolgál a cikkben szereplő információk forrásmegjelöléseként.